# Dwór w Strużynie
Dwór w Strużynie (niem Schloss Schönbrunn) – zabytkowy dwór w miejscowości Strużyna.
Piętrowy dwór wybudowany na planie prostokąta w 1673, zwieńczony płaskim dachem. Z renesansowego wystroju na uwagę zasługują: portal z głównym wejściem zwieńczony attyką i pozostałości narożnych wieżyczek. Nad wejściem, nad oknami pierwszego piętra znajduje się marmurowy kartusz z XVIII w. z herbami rodów von Brauchitsch i von Nimptsch trzymanymi przed dwa anioły.
W skład zespołu dworskiego (nr 34) wybudowanego w pierwszej ćwierci XVII w., przebudowanego do XIX w. należy jeszcze park.

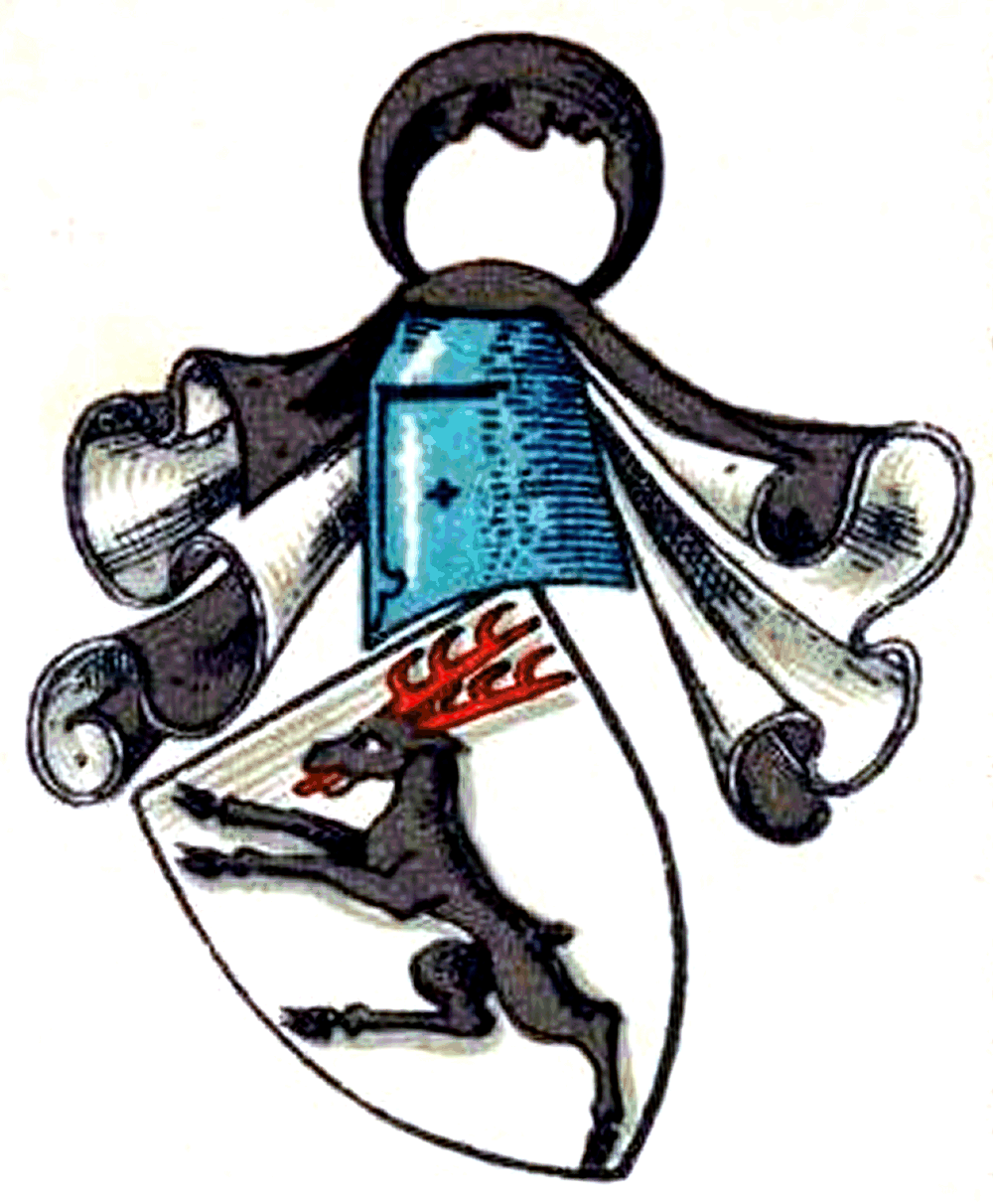
Herb von Brauchitsch
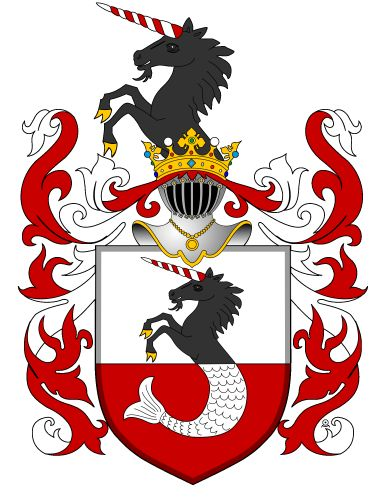
Herb von Nimptsch